# José Francisco Mafra
José Francisco Mafra (Desterro — ?) foi um político brasileiro.
Filho de Antônio Francisco Mafra e de Inês Mafra.
Foi deputado à Assembleia Legislativa Provincial de Santa Catarina na 9ª legislatura (1852 — 1853).